# Bišćani
Bišćani (kyrilliska: Бишћани) är en ort i kommunen Prijedor i Bosnien och Hercegovina. Orten ligger på en bergshöjd, cirka 4 kilometer väster om orten Prijedor i den nordvästra delen av landet. Bišćani hade 893 invånare vid folkräkningen år 2013.

## Bosnienkriget
Biscani med omnejd har haft ett blodigt förflutet under Bosnienkriget 1992. Under tre månader var byn isolerad från omvärlden, då elektricitet och vatten samt tv-sändaren på berget stängdes av. Den så kallade kriskommittén i Prijedor, ledd av den serbiske nationalisten Milomir Stakić, intog byn för att mörda och driva bort den icke-serbiska befolkningen från kommunen. Omkring 330 av byborna mördades, däribland 20 barn. Resten av befolkningen togs till fånga och fördes till koncentrationsläger i Omarska, Keraterm och Trnopolje.

## Demografi
| Etnicitet  | 1961          | 1971            | 1981            | 1991            | 2013          |
| ---------- | ------------- | --------------- | --------------- | --------------- | ------------- |
| Bosniaker  | 885 (95,37 %) | 1 314 (99,62 %) | 1 158 (83,67 %) | 1 421 (98,68 %) | 876 (98,10 %) |
| Serber     | 29 (3,13 %)   | 1 (0,08 %)      | 2 (0,14 %)      | 7 (0,49 %)      | 10 (1,12 %)   |
| Kroater    | 1 (0,11 %)    | 1 (0,08 %)      | 1 (0,07 %)      | –               | 3 (0,34 %)    |
| Bosnier    | –             | –               | –               | –               | 1 (0,11 %)    |
| Jugoslaver | 13 (1,40 %)   | –               | 217 (15,68 %)   | 7 (0,49 %)      | –             |
| Övriga     | –             | 3 (0,23 %)      | 6 (0,43 %)      | 5 (0,35 %)      | 3 (0,34 %)    |
| Totalt     | 928 (100 %)   | 1 319 (100 %)   | 1 384 (100 %)   | 1 440 (100 %)   | 893 (100 %)   |